# Ахпрадзор
Ахпрадзор (вірм. Ախպրաձոր) — село в марзі Гегаркунік, на сході Вірменії. Село розташоване південний захід від міста Варденіс та з'єднане з найближчою трасою через села Макеніс та Лчаван.